# Medelhöga bergsområden
Medelhöga bergsområden (tyska: Mittelgebirge) är en typ av bergsregion som är vanlig i Centraleuropa. Bergens toppar ligger på ungefär mellan 200 och 1500 meter över havet. De geologiska processer som är ansvariga för uppkomsten av dessa landskap förekommer över hela världen.

Vy över Harz i mellersta Tyskland

På grund av den låga höjden finns inga glaciala landskapsformer. Dessutom ändrar sig växtligheten inte med höjden. Ett gränsfall är Sudeterna som har växter som är typiska för höga bergskedjor men landskapets form liknar andra medelhöga bergsområden.
Dessa bergsområden är ofta mycket gamla. De bildades i många fall för 350 miljoner år sedan i karbon. Under perm förekom omfattande erosioner. På grund av att landet sjönk i trias hamnade dessa regioner under havsytan och större sediment bildades. Samtidigt med Alpernas bildande inträffade stora spänningar i de gamla bergsområdena. Spänningarna resulterade i sprickor och förkastningar. Några områden ökade i höjden och andra sjönk.